# Кронсмор
Кронсмор (нім. Kronsmoor) — громада в Німеччині, розташована в землі Шлезвіг-Гольштейн. Входить до складу району Штайнбург. Складова частина об'єднання громад Брайтенбург.
Площа — 6,05 км2. Населення становить 177 ос. (станом на 31 грудня 2020).